# 蕾西·哈特
蕾西·哈特 藝名 布列塔尼羅森塔爾/Brittany Rosenthal（Lacie Heart），原名 Brittany Rosenthal。生於1986年8月22日，是名美國色情演員。

## 生平
蕾西·哈特成長於加州聖路易斯-奧比斯保的農場，小時曾學過芭蕾舞。
哈特在19歲時因一時興起，加入Canoga Park, Los Angeles一間脫衣舞俱樂部。 2005年，她加入成人業界，隨後結識了 L.A. Direct Models 經紀人德瑞克·海伊（Derek Hay）。 她的第一次演出搭檔是將哈特引進成人業界的傑克·威尼斯（Jack Venice），這段收入在《Fantasy Wash》中。 2006年1月，她與生動娛樂（Vivid）簽下合約，雙方合作將近一年的時間。
哈特進入業界後一個月，在某個派對上認識了史考特·尼爾。 他們隨即陷入熱戀。哈特離開生動娛樂前，曾向公司表示她只想與史考特一起在鏡頭前演出。但生動娛樂已有一位只接受女女表演的女星，不願意與哈特簽下她所要求的合約。 2006年12月，蕾西與 Digital Playground 簽約。
自2007年6月起，哈特定居在亞利桑那州，工作時往返於洛杉磯與住家之間。對於為何不住在洛杉磯這個問題，她表示：「我覺得那裡太多人了，而且我不喜歡那裡的交通。」 她未來的計畫是先同時讀書和拍片，之後擔任博物館館長。